# Johann Schopenhauer
Johann Schopenhauer (* 1670; † nach 1724) war ein Kaufmann in Danzig und Urgroßvater des Philosophen Arthur Schopenhauer.

## Leben
Die Vorfahren väterlicherseits waren Bauern im Danziger Werder. Der Vater Johann Schoppenhauer (1630–1701) hatte einen Hof in Petershagen (heute Żelikowo) und wurde 1695 dort Dorfschulze. Die Mutter Maria Pfeiler stammte aus Elbing.
Johann (II.) wurde wahrscheinlich  auf dem elterlichen Gut in Petershagen geboren. 1688 ließ er sich in Elbing einen Geburtsbrief ausstellen. 1695 erhielt er das Danziger Bürgerrecht. Johann (II.) Schopenhauer war der erste Kaufmann in der Familie väterlicherseits. Möglicherweise gab es Kaufleute in der mütterlichen Familie.
1708 pachtete Johann Schopenhauer mit seinem Bruder Simon die Domäne Stutthof, das größte Gut der Stadt Danzig außerhalb der Stadtmauern. 1716 soll nach familiärer Überlieferung der russische Zar Peter I. mit seiner Nichte Katharina Iwanowna dort übernachtet haben. 1724 gaben die Brüder die Domäne an die Stadt Danzig zurück. Danach sind keine Nachrichten mehr über ihn erhalten.

## Familie
- Johann Leo Schopenhauer (1711–1741)
- Andreas Schopenhauer (1720–1793), vermögender Kaufmann in Danzig (Fugger von Danzig).